# USA:s Grand Prix 1963
USA:s Grand Prix 1963 var det åttonde av tio lopp ingående i formel 1-VM 1963. 

## Resultat
1. Graham Hill, BRM, 9 poäng
2. Richie Ginther, BRM, 6
3. Jim Clark, Lotus-Climax, 4
4. Jack Brabham, Brabham-Climax, 3
5. Lorenzo Bandini, Ferrari, 2
6. Carel Godin de Beaufort, Ecurie Maarsbergen (Porsche), 1
7. Peter Broeker, Stebro-Ford
8. Joakim Bonnier, R R C Walker (Cooper-Climax)
9. John Surtees, Ferrari (varv 82, motor)
10. Jim Hall, BRP (Lotus-BRM) (76, växellåda)
11. Bruce McLaren, Cooper-Climax (74, bränslepump)

### Förare som bröt loppet
- Jo Siffert, Siffert Racing Team (Lotus-BRM) (varv 56, växellåda)
- Tony Maggs, Cooper-Climax (44, tändning)
- Rodger Ward, Reg Parnell (Lotus-BRM) (44, växellåda)
- Dan Gurney, Brabham-Climax (42,chassi)
- Pedro Rodríguez, Lotus-Climax (36, motor)
- Trevor Taylor, Lotus-Climax (24, elsystem)
- Masten Gregory, Reg Parnell (Lola-Climax) (14, motor)
- Hap Sharp, Reg Parnell (Lotus-BRM) (6, bröt)
- Phil Hill, ATS (4, oljepump)
- Giancarlo Baghetti, ATS (0, oljepump)